# Bhokara
Bhokara es una ciudad censal situada en el distrito de Nagpur en el estado de Maharashtra (India). Su población es de 8602 habitantes (2011). Se encuentra a 9 km de Nagpur.

## Demografía
Según el censo de 2011 la población de Bhokara era de 8602 habitantes, de los cuales 4556 eran hombres y 4046 eran mujeres. Bhokara tiene una tasa media de alfabetización del 91,11%, superior a la media estatal del 82,34%: la alfabetización masculina es del 93,74%, y la alfabetización femenina del 88,15%.